# 地方財政
地方財政（ちほうざいせい、英: local finance）とは地方公共団体の行政を行うための経済的基礎となる財政である。会計区分上は一般会計と特別会計に分けられる（地方自治法209条）が、統計区分上は官庁会計（一般会計と特別会計から事業会計を抜いたものの合計）と公営事業会計に分けられる。
地方自治法は、以下で条数のみ記載。

## 会計
「一会計年度における一切の収入及び支出は、すべてこれを歳入歳出予算に編入しなければならない」（210条）とする「総計予算主義」が掲げられている。

### 会計年度独立の原則
各会計年度における歳出は、その年度の歳入をもつて、これに充てる（地方自治法208条）。
例外
- 継続費の繰越（212条）
- 繰越明許費（213条）
- 事故繰越（220条）
- 歳計剰余金の繰越（233条の2）
- 翌年度歳入の繰上充用（233条の2）
- 過年度収入・過年度支出（243条の5）

### 一般会計
- 歳入
  - 地方税
  - 使用料及び手数料
  - 国庫支出金 - 国が資金の使途を指定する。
  - 地方交付税
  - 地方譲与税 - 国が代行して国税として徴収し、そのまま地方に譲与する地方税をいい、地方道路譲与税等がある。
  - 地方債
  - 雑入
- 歳出
  - 議会費
  - 総務費
  - 民生費
  - 衛生費
  - 労働費
  - 農林水産業費
  - 商工費
  - 土木費
  - 警察費（市町村においては、消防費)
  - 教育費
  - 災害復旧費
  - 公債費 - 地方債における元金の償還、利子の支払いに充てられる経費。
  - 諸支出金
  - 予備費（地方自治法第217条1項）

### 特別会計
地方財政法や個別法で決められた事業を行う際に必置の場合と、任意における場合がある。条例により設置される。

## 財政指標
- 財政力指数
- 標準財政規模
地方公共団体が通常水準の行政サービスを提供する上で必要な一般財源の目安となる数値で、地方税や地方交付税など自由に使えるお金の大きさをあらわしています。
標準財政規模 =標準税収入額＋普通交付税
標準税収入額=(基準財政収入額－地方譲与税－交通安全対策特別交付金－地方特例交付金－市町村民税所得割（うち税源移譲相当額）×25％)×75％＋地方譲与税＋交通安全対策特別交付金＋地方特例交付金
- 経常収支比率
財政構造の弾力性を判断する指標であり、比率が低いほど弾力性が大きいことを示します。人件費・扶助費・公債費等の経常的経費（必ず支出しなければならない「固定費」）が占める割合で、比率が高いほど自由に使えるお金の割合が減り、目安として、
75%～80%未満 - 妥当である
80%以上 - 弾力性を失いつつある
90%以上 - 財政構造が硬直化している
95%以上 - 総務省の財政運営ヒアリング対象団体
経常収支比率=経常経費充当一般財源×100/（経常一般財源+減税補填債+臨時財政対策債）
- 起債制限比率
- 公債費負担比率

健全化判断比率（4指標）
- 実質赤字比率
一般会計等を対象とした実質赤字額の標準財政規模に対する比率であり、これが生じた場合には赤字の早期解消を図る必要がある。
- 連結実質赤字比率
一般会計等に公営企業会計や国民健康保険等の会計を含めた全ての会計を対象とした実質赤字額（または資金不足額）の標準財政規模に対する比率であり、これが生じた場合には問題のある会計が存在することになり、その会計の赤字の早期解消を図る必要がある。
- 実質公債費比率 
一般会計等が負担する元利償還金及び準元利償還金の標準財政規模に対する比率であり、段階的に基準が設けられている。
18%以上 - 地方債発行に国や都道府県の許可が必要になる。
25%以上 - 独自事業の起債が制限される。
35%以上 - 国と共同の公共事業向けの起債が制限される。
- 将来負担比率
一般会計等が将来負担すべき実質的な負債の標準財政規模に対する比率であり、これらの負債が将来財政を圧迫する可能性が高いかどうかを示す指標である。この比率が高い場合、将来これらの負担額を実際に支払う必要があることから、今後の財政運営が圧迫される等の問題が生じる可能性が高くなる。
- 資金不足比率
資金不足比率は、各公営企業ごとの資金不足額の事業規模に対する比率であり、これが生じた場合には資金不足の早期解消を図る必要がある。

## 時効
地方自治法により、金銭債権には以下のような消滅時効が定められている。
- 金銭の給付を目的とする普通地方公共団体の権利は、時効に関し他の法律に定めがあるものを除くほか、5年間これを行なわないときは、時効により消滅する。普通地方公共団体に対する権利で、金銭の給付を目的とするものについても、また同様とする（地方自治法236条）。

## 地方財政法
地方財政法とは、地方公共団体の財政運営の基本原則を定め発達に資することを目的とした法律である。また、国の地方公共団体に対する財政負担についても規定している。
具体的には、地方公共団体の事務を行うために要する経費は当該団体が全額負担することを原則としつつ、国の利害に関係する事務に要する経費として同法中具体的に列挙した事務に要する経費について、その全部または一部を国が負担することを定める。

## 政府との関係
国と地方の財政は密接な結びつきがある。その背景として、後掲のような国から地方への補助が歳入の大きな割合を占めることがある。地方税が全体の収入に占める割合は30%から40%程度で推移しており、これが日本の地方自治を「三割自治」と揶揄する所以となっている。今後は地方分権によって地方に税源を移譲することが期待されている。平成19年分の所得税と、平成20年度の住民税の間で税源移譲が行われ、地方の税収割合は増加した（三位一体の改革を参照）。

### 地方交付税交付金
地方公共団体間の財政格差を是正するために設けられている。

### 国庫支出金
国が地方自治体に対して交付している支出金のうち、地方交付税など一般財源であるものを除く使途を特定した支出金をいう。大別すると、以下の3種類がある。
- 国庫負担金（地方財政法第10条～第10条の3）
  - 国と地方公共団体相互の利害に関係がある事務のうち、その円滑な運営を期するためにはなお国が進んで経費を負担する必要がある事業に対する国の支出金をいう。
    - 義務教育諸学校の建物の建築に要する経費
    - 道路、河川、砂防、海岸、港湾等に係る重要な土木施設の新設及び改良に要する経費
    - 災害に係る事務に要する経費
- 国庫委託金（同第10条の4）
- 国庫補助金（同第16条）

## 地方債
地方債を発行する際は総務大臣又は都道府県知事の許可が必要であったが、2006年度より協議だけで起債が可能となった。残高の膨張には歯止めがかかったものの、なお高止まりしていることが問題になっている。

## 課題
- 財政の健全化
- 地方への財源移譲 - 三位一体の改革を参照のこと。
- 透明性の確保
  - 夕張市においてみられたような他会計との資金の振り替えや一時借入金の濫用などの例もあり、公立病院・公営バスなどの地方公営企業会計も含む連結ベースでみた透明性の確保が課題となっている。